# تالاژسکی آویاگورودوک
تالاژسکی آویاگورودوک (به لاتین: Talazhsky aviagorodok) یک منطقهٔ مسکونی در روسیه است که در استان آرخانگلسک واقع شده‌است.